# Олимпийский комитет Камеруна
Олимпийский комитет Камеруна (фр. Comité olympique du Cameroun) — организация, представляющая Камерун в международном олимпийском движении. Основан и зарегистрирован в МОК в 1963 году.
Штаб-квартира расположена в Яунде. Является членом Международного олимпийского комитета, Ассоциации национальных олимпийских комитетов Африки и других международных спортивных организаций. Осуществляет деятельность по развитию спорта в Камеруне.

## Медали
| Медаль  | Спортсмен                   | Олимпийские игры   | Вид             | Дисциплина              |
| ------- | --------------------------- | ------------------ | --------------- | ----------------------- |
| Золото  | Франсуаза Этон Мбанго       | Пекин, 2008        | Легкая атлетика | Тройной прыжок, женщины |
| Золото  | Франсуаза Этон Мбанго       | Афины, 2004        | Легкая атлетика | Тройной прыжок, женщины |
| Золото  | Сборная Камеруна по футболу | Сидней, 2000       | Футбол          | Мужчины                 |
| Серебро | Мартин Ндонго Ебага         | Лос-Анджелес, 1984 | Бокс            | Лёгкий вес              |
| Бронза  | Йозеф Бессала               | Мехико, 1968       | Бокс            | Полусредний вес         |